# Laura Permon

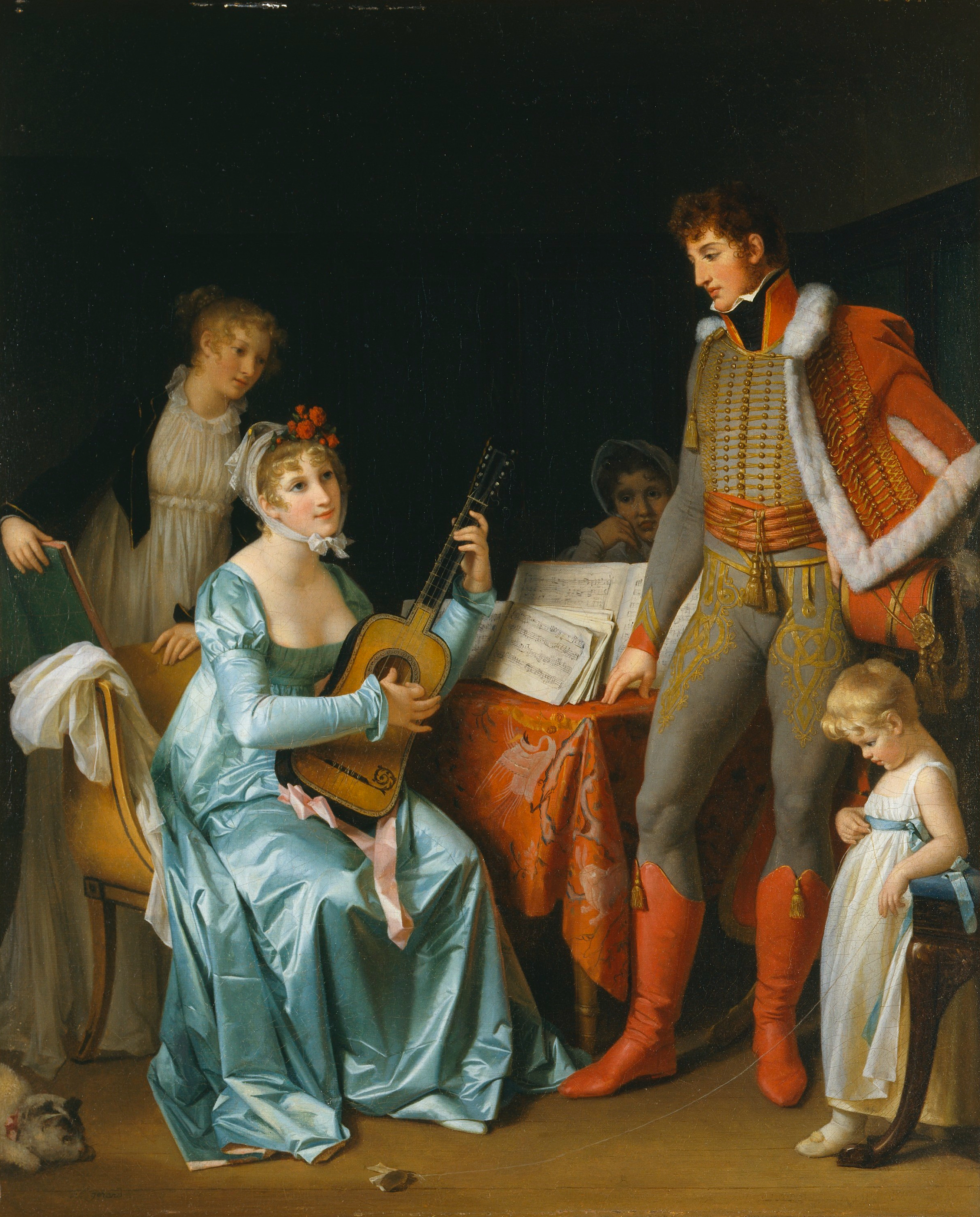
Marguerite Gérard: - Laure Junot con su esposo.

Laure Junot, duquesa de Abrantes (Montpellier, 6 de noviembre de 1784 - París, 7 de junio de 1838), (de soltera Laure Permon), fue una memorialista y novelista francesa, esposa del general de Napoleón Jean-Andoche Junot. 

## Biografía
Su madre fue Panoria Comneno, era corsa de nacimiento y se decía descendiente de los emperadores bizantinos. Parece que el joven Bonaparte frecuentó a su familia en París durante el Directorio. A los 16 años, Laure contrajo matrimonio con Junot, el más joven general de Napoleón, apodado "la Tempête" (la tempestad). 
Durante el Consulado y el Imperio, participa de la vida cortesana, donde sobresale por su espíritu cáustico y su extravagancia. Acompañó a su marido durante parte de la guerra en la Península ibérica, al finalizar la cual le sería concedido el título de duque de Abrantes. Sin embargo, en parte a causa de la prodigalidad de Laure, Junot regresa a Francia cargado de deudas y empieza a dar muestras de alteraciones mentales que le llevarán a la locura y al suicidio en 1813.
A la caída del Imperio, se vuelve monárquica y trata a Napoleón de usurpador. Amante del derroche, intenta por todos los medios saldar sus numerosas deudas, entre ellos escribiendo sus Memorias históricas sobre Napoleón, la Revolución, el Directorio, el Consulado, el Imperio y la Restauración (1831-34), que redactará con la ayuda de un por entonces desconocido Honoré de Balzac, del cual se convertiría en amante. A este le seguirían otros volúmenes de memorias, así como algunos otros textos de poca relevancia literaria. Sus últimos años estuvieron jalonado de dificultades económicas y literarias -sus editores terminaron por no aceptar sus manuscritos- y acabaría en la indigencia.